# Маклюра оранжевая
Маклю́ра ора́нжевая или маклю́ра яблоконо́сная, или краси́льная шелко́вица, или лжеапельси́н (лат. Maclura pomifera), — вид плодовых деревьев семейства Тутовые (Moraceae).
Растение также известно под названиями «съедобный апельсин», «индийский апельсин», «Адамово яблоко».

## Биологическое описание
Листопадное двудомное дерево высотой до 20 м, с сильно ветвистой, густой, раскидистой кроной; со стройным стволом, покрытым тёмно-бурой трещиноватой корой. Ветви коленчато-изогнутые, побеги сильно колючие (имеется бесколючковая форма, inermis), колючки до 2,5 см длиной располагаются в пазухах листьев. Листья 12×7,5 см, очередные, яйцевидные, с острой вершиной, цельнокрайные, тёмно-зелёные, блестящие, с нижней стороны светлее. Осенью листья приобретают золотисто-жёлтую окраску.

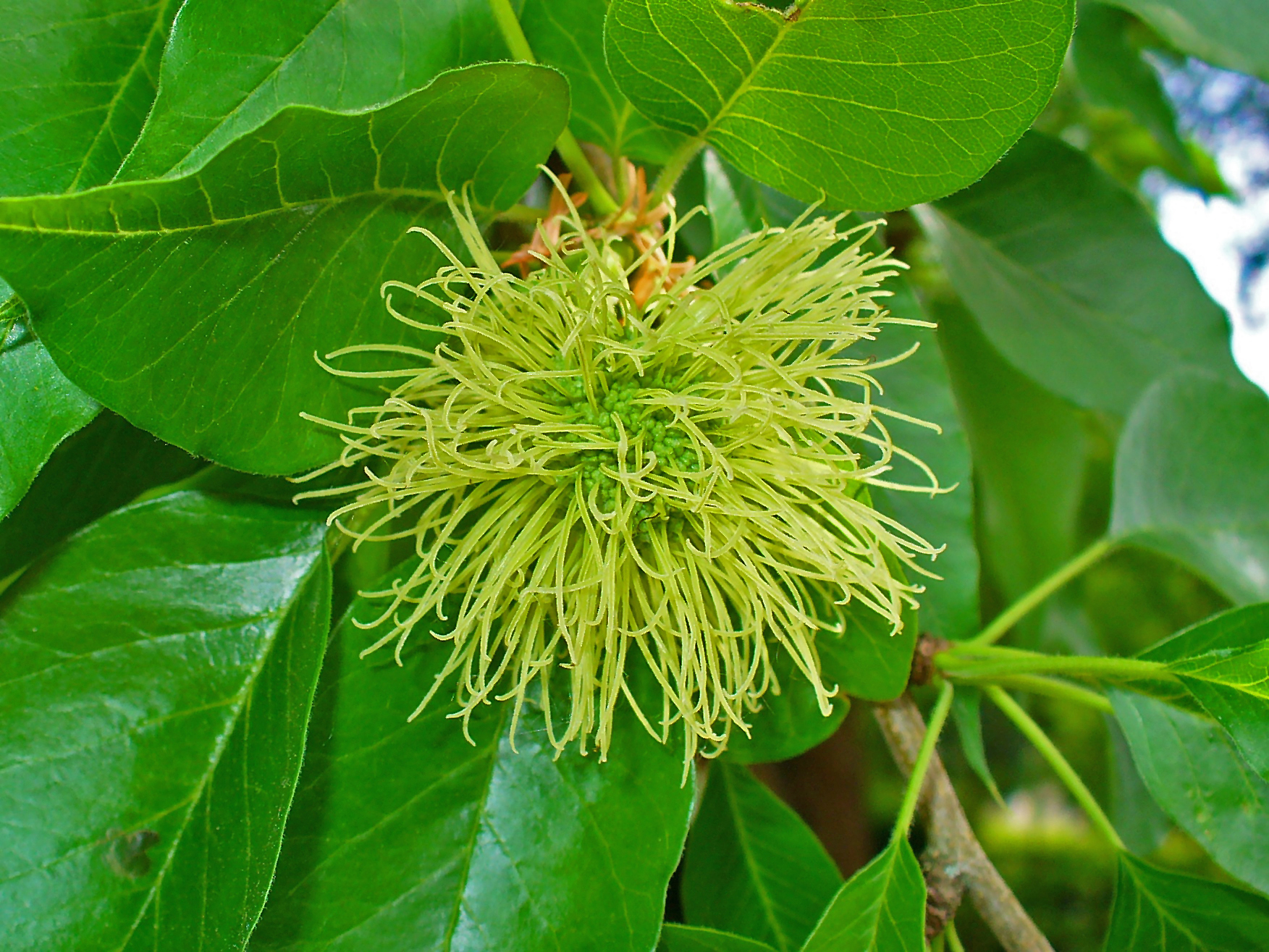
Соцветие женского дерева

Цветки мелкие, светло-зелёные: тычиночные — собраны в серёжки, пестичные — в компактные шаровидные головки. Эффектна в период плодоношения, когда крупные, до 15 см в поперечнике, морщинистые оранжевые или жёлто-салатные соплодия (называемые адамовыми яблоками), по форме и окраске напоминающие апельсин, обильно украшают дерево. Собранные соплодия имеют длительный срок хранения (около полугода); несъедобны. Растёт быстро.

## Распространение

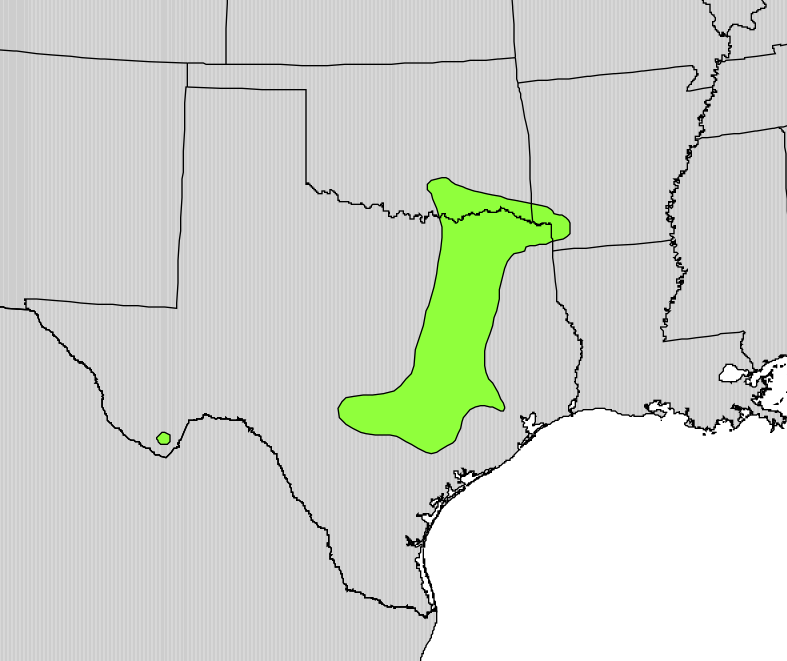
Исторический район происхождения на территории США

Родина — юго-восток США; распространено в Центральном Техасе.
Светолюбива, на юге переносит некоторое затенение. К почве нетребовательна, мирится даже с засоленными. Культивируется в Средней Азии (Узбекистан, Казахстан, Туркменистан), Крыму и на Кавказе, в Краснодарском и Ставропольском краях. Зимостойка до широты Воронежа. Очень засухоустойчива, ветроустойчива и солевынослива. Хорошо выдерживает условия города. Размножается семенами, отводками, черенками и корневыми отпрысками, которые могут засорять посадки.

## «Адамово яблоко»
Плод маклюры — так называемое адамово яблоко; реже китайский, или индийский апельсин. Это крупный плод, до 15 см в поперечнике, с морщинистой оранжево-зелёной кожей, по форме и окраске напоминающий апельсин. Ядовит. При разрезании ножом выделяется липкая жидкость — это млечный сок, которым буквально пропитаны все части растения.
В млечном соке маклюры много циклических тритерпеновых спиртов в виде эфиров жирных кислот. К этому классу биологически активных веществ, широко распространенных в растительном мире, относятся стерины, желчные кислоты, сапонины. Суммарное содержание тритерпеноидов в соплодиях маклюры в период молочной спелости достигает 4 %. Химический состав плодов очень разнообразен, но много веществ, схожих с веществами из плодов шелковицы. Однако плоды маклюры несъедобны. Много в соплодиях сахаров, пектиновых веществ до 10 %, в листьях почти 13 % лимонной кислоты. Семена — небольшие орешки, размещенные внутри соплодия, содержат почти 30 % жирных кислот. Но наиболее ценными веществами маклюры можно считать флавоноидные соединения (эта группа веществ по строению подобна витамину P). В наибольшем количестве из флавонолов содержится кемпферол — до 1,2 %. Именно эти вещества обладают жёлто-оранжевым (апельсиновым) цветом. В больших количествах (около 6 %) содержится в плодах и изомерные соединения флавоноидов — изофлавоны. Из них большая часть приходится на долю осайина. Как и многие полифенолы с Р-витаминой активностью они укрепляют сосуды, капилляры. При этом осайин намного выше по эффективности, чем известный рутин. Фитопродукт из флавоноидов, выделенный из соплодий маклюры, является потенциальным сырьём для создания эффективного сердечно-сосудистого средства.
В народной медицине млечный сок маклюры используют для лечения различных кожных заболеваний — дерматитов, экземы, ран и пендинской язвы, а также для лечения рака кожи, радикулитов, ревматизма, полиартрита, гипертонии и геморрагических патологий.

## Использование
Благодаря высоким декоративным свойствам маклюра оранжевая является одним из ценных в хозяйственном отношении растений, перспективным для использования в декоративном садоводстве. Рекомендуется для использования в садах и парках в виде колючих живых изгородей, опушек, групповых и одиночных посадок (солитеров), а также для создания защитных полос и мелиоративных посадок.
В декоративном садоводстве ценится за оригинальные соплодия. В медицинской промышленности многих стран из соплодий изготавливают препараты (для стимулирования сердечной деятельности, антибиотики), а в народной медицине используют как средство для заживления ран и лечения ревматических заболеваний, млечный сок удаляет бородавки, а участки кожи, поражённые грибком, темнеют как и отмирающие бородавки, останавливает кровотечения (наружно).
Древесина чрезвычайно прочна, прочнее дубовой. Имеет красивый янтарный цвет, который становится со временем роскошно-золотым. Из древесины изготавливают мебель. Издавна эта прочная гибкая древесина использовалась для изготовления луков. Из коры и корней дерева изготавливают жёлтую краску.
Есть некоторые основания считать, что раньше это растение было распространено гораздо шире, и его плоды были излюбленной пищей мастодонтов: бивни мастодонтов как нельзя лучше подходили для стряхивания плодов с дерева, а коренные зубы — для их пережёвывания. Возможно, сокращение ареала маклюры и стало одной из причин вымирания тех видов мастодонтов, которые не перешли на иной рацион и, таким образом, эволюционировали в слонов.